# Thumbnail (álbum)
Thumbnail (サムネイル)  é o 8º álbum de estúdio do grupo feminino ídolo japonês AKB48. Foi lançado em 25 de janeiro de 2017. Este álbum apresenta os singles " Kuchibiru ni Be My Baby ", "High Tension", bem como "365 Nichi no Kamihikouki", o tema principal da série Asadora da NHK, Asa ga Kita. Este é o último álbum a contar com membros de longa data e ex-AKB48 Team A Haruna Kojima.

## Lista de músicas
| Lado A |                            |                               |                                     |         |  |
| N.º    | Título                     | Música                        | Participação                        | Duração |  |
| 1.     | "Kuchibiru ni Be My Baby"  | Yoshifumi Kōchi               |                                     | 4:40    |  |
| 2.     | "365 Nichi no Kamihikouki" | Toshikazu Kadono, Hiroki Aoba |                                     | 4:40    |  |
| 3.     | "Kimi wa Melody"           | you-me                        | AKB48 feat. Membros graduados       | 4:42    |  |
| 4.     | "Tsubasa wa Iranai"        | Makoto Wakatabe               |                                     | 4:35    |  |
| 5.     | "Love Trip"                | Haruyuki                      | Membros do 8º Sousenkyo Senbatsu    | 5:50    |  |
| 6.     | "Shiawase wo Wakenasai"    | Michihiko Yanai               | Membros do 8º Sousenkyo Senbatsu    | 4:50    |  |
| 7.     | "Hikari to Kage no Hibi"   | Shūtarō Katagiri              |                                     | 4:28    |  |
| 8.     | "High Tension"             | Satori Shiraishi              |                                     | 3:48    |  |
| 9.     | "Ano Hi no Jibun"          |                               |                                     | 4:09    |  |
| 10.    | "Get you!"                 | Yūsuke Itagaki                | Rino Sashihara e Morning Musume     | 3:45    |  |
| 11.    | "Tanjobi TANGO"            |                               |                                     | 4:20    |  |
| 12.    | "Coin Toss"                |                               |                                     | 3:41    |  |
| 13.    | "Hibiwareta Kagami"        |                               |                                     | 4:31    |  |
| 14.    | "Ayamachi"                 |                               | Sayaka Yamamoto com Junichi Inagaki | 4:51    |  |

| Lado B |                                |         |  |
| N.º    | Título                         | Duração |  |
| 1.     | "Kuchibiru ni Be My Baby"      | 4:40    |  |
| 2.     | "365 Nichi no Kamihikouki"     | 4:40    |  |
| 3.     | "Kimi wa Melody"               | 4:42    |  |
| 4.     | "Tsubasa wa Iranai"            | 4:35    |  |
| 5.     | "Love Trip"                    | 5:50    |  |
| 6.     | "Shiawase wo Wakenasai"        | 4:50    |  |
| 7.     | "Hikari to Kage no Hibi"       | 4:28    |  |
| 8.     | "High Tension"                 | 3:48    |  |
| 9.     | "Ano Hi no Jibun"              | 4:09    |  |
| 10.    | "Aokusai Rock"                 | 3:54    |  |
| 11.    | "Runner's High"                | 3:50    |  |
| 12.    | "Dakara Kimi ga Sukina no ka?" | 4:20    |  |
| 13.    | "Baguette"                     | 4:24    |  |

## Pessoal
Membros graduados
- Haruka Shimazaki
- Minami Takahashi (nas músicas 1–3)
- Yuko Oshima (em "Kimi wa Melody")
- Atsuko Maeda (em "Kimi wa Melody")
- Tomomi Itano (em "Kimi wa Melody")
- Mariko Shinoda (em "Kimi wa Melody")

Convidados
- Morning Musume '17 (em "Get You!")
- Junichi Inagaki (em "Ayamachi")

## Histórico de lançamentos
| Região        | Data                  | Formato                       | Gravadora                                          |
| ------------- | --------------------- | ----------------------------- | -------------------------------------------------- |
| Japão         | 25 de janeiro de 2017 | CD download digital streaming | King Records                                       |
| Hong Kong     | 25 de janeiro de 2017 | CD download digital streaming | King Records                                       |
| Taiwan        | 25 de janeiro de 2017 | CD download digital streaming | King Records                                       |
| Coreia do Sul | 13 de julho de 2018   | download digital streaming    | Stone Music Entertainment Genie Music King Records |